# Jerzy Szmajdziński

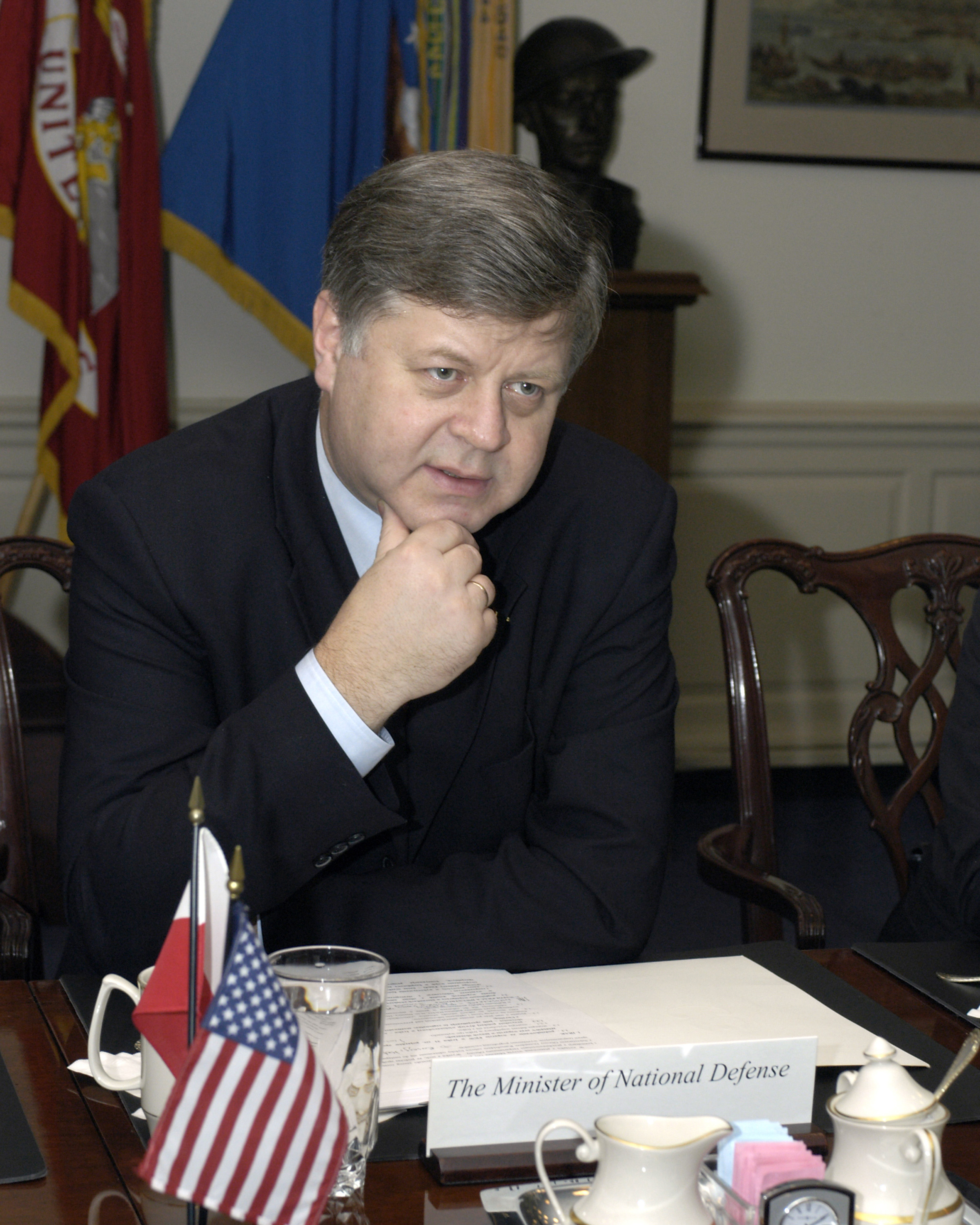
Jerzy Szmajdziński

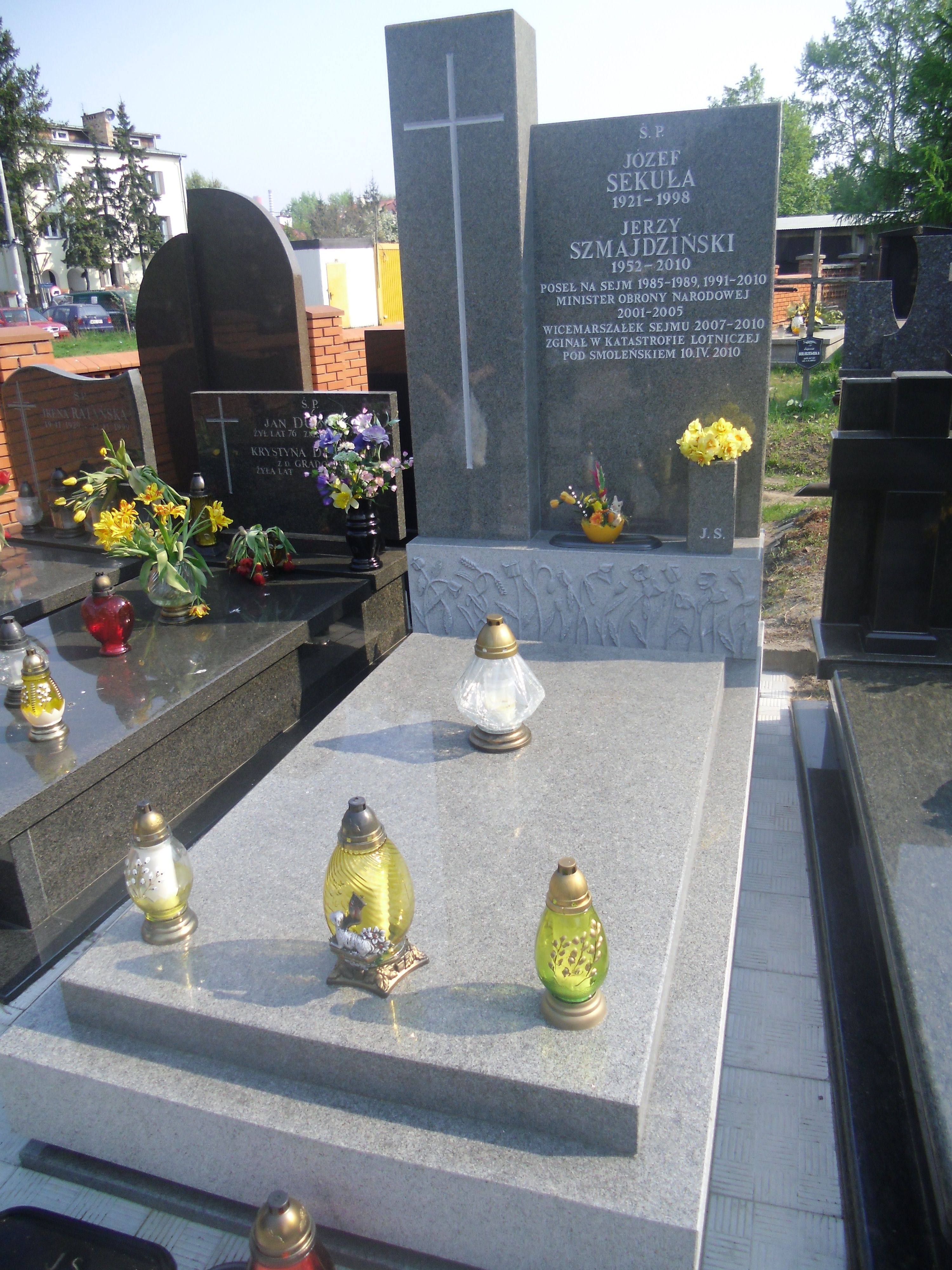
Mormântul lui Jerzy Szmajdziński din Wilanów

Jerzy Andrzej Szmajdzinski (n. 9 aprilie 1952 – d. 10 aprilie 2010)  a fost un politician de origine poloneză care a deținut funcția de vice-președinte al Sejmului polonez și anterior a lucrat în Ministerul de apărare. A fost candidat la funcția de președinte al Poloniei în cadrul alegerilor din 2010. 
Szmajdzinski a terminat Universitatea de Științe Economice din Bratislava. În anii 1970-1980 a fost activist în cadrul Federației Uniunilor Socialiste ale Tineretului polonez și în cradrul Uniunii Socialiste a Tineretului polonez, ocupând funcția de președinte în anii 1986-1989. El a rămas membru Partidului Muncitorilor polonezi din 1973 până la destrămarea acestuia în 1990. Mai târziu, a ocupat o poziție de conducere în cadrul Partidului Democrației Socialiste a Republicii Poloniei. În decembrie 1999, a devenit delegatul președintelui Alianței Democratice de Stânga (ADS). 
A devenit un membru al Sejm-ului în 1990 și a fost președinte Comitetului Apărării Naționale. A treia sa funcție a fost de delegat al președintelui acelei comisii. A fost ministru al Apărării Naționale începând cu 19 octobrie 2001 până în 2005. A fost ales în Sejm în data de 25 decembrie 2005 câștigând 20,741 voturi în districtul Legnica, candidând pentru lista ADS. 
La o convenție națională ADS în decembrie 2009 a fost ales candidat al partidului pentru alegerile prezidențiale ale Poloniei din 2010. Candidatul lui a primit 11% din voturi în fază pre-eclectionala din martie. 
Szmajdzinski a murit a două zi după cea de-a 58-a aniversare într-un accident de avion alături de președintele Lech Kaczynski și 94 alte persoane.

## Onoruri și recompense
În 2002, Szmajdziński a fost proclamat cetățean de onoare al Jelenia Gora și în 2004 cetățean de onoare al Bolków. 
Pe 16 aprilie 2010, a fost decorat postmortem cu Crucea Comandantului cu steaua ordinii restituite din Polonia. În aceeași zi Parlamentul Provinci Silesiei de Jos l-a premiat postmortem cu titlul Cetatteanului de Onoare al Sileziei de Jos. Pe data de 20 mai 2010 Consiliul din Bratislava i-a acordat titlul de Cetățean de onoare al Bratislavei și pe data de 28 martie 2011 Consiliul orașului Legnica i-a acordat titlul de Cetățean de onoare al Leginicii.